# Eusphaeropeltis aurora
Eusphaeropeltis aurora är en skalbaggsart som beskrevs av Lansberge 1887. Eusphaeropeltis aurora ingår i släktet Eusphaeropeltis och familjen Hybosoridae. Inga underarter finns listade i Catalogue of Life.